# 陷谷穴
陷谷穴是属于足陽明胃經的腧穴，是胃經的輸穴。

## 定位
足背第2、第3跖骨結合部前方凹陷處。

## 主治
面目浮腫、腹瀉、足背腫痛、熱病等。

## 操作
直刺0.3～0.5寸，可灸。